# Giuseppe De Santis
Giuseppe De Santis (Fondi, 1917. február 11. – Róma, 1997. május 16.) olasz forgatókönyvíró, filmrendező. Testvére Pasqualino De Santis (1927–1996) olasz filmoperatőr volt.

## Életpályája
Az egyetemen filozófiát és jogbölcseletet tanult. A filmfőiskola rendező szakán szerzett diplomát. Újságíróként a Cinema számára írt kritikákat, majd forgatókönyvírással kezdett foglalkozni. 1942-ben Luchino Visconti, 1943-ban Roberto Rossellini, a háború után Aldo Vergano rendezőasszisztense volt. Első önálló művét 1947-ben rendezte. 1964–1971 között, valamint 1971–1995 között nem rendezett filmet és nem írt forgatókönyvet sem.

### Munkássága
Az olasz neorealizmus vezéralakja, egyik legkiválóbb mestere volt. Elképzeléseit hazája viszonyai között a lehető legkövetkezetesebben valósította meg. Filmjeit bátor állásfoglalás, szenvedélyes hit, gyengéd költőiség és éles kritikai hang jellemezte. Eszmei mondanivalója a legfilmszerűbb köntösben jelentkezett. Alkotásai közül kiemelkedik a rizsarató idénymunkásnők életét ábrázoló, igaz hagyományokból táplálkozó Keserű rizs (1949), amely híven tükrözi a társadalmi problémákat. A Nincs béke az olajfák alatt (1950) az olasz falu társadalmi viszonyainak drámai képe, míg művészetének – s mondhatni az egész neorealista iskolának – legtökéletesebb darabja a Róma 11 óra (1952). Társadalombírálata ebben hatolt a legmélyebbre, s kimondta, hogy a tömegszerencsétlenség áldozatává lett állástalan gépírónők sorsáért, a valóságban is megtörtént szerencsétlenségért nem a terhelést el nem bíró lépcsőház, nem is a kivitelező építész, hanem egyedül a kapitalizmus a felelős. Fejlődése eddig töretlen volt, itt azonban – többé-kevésbé önhibáján kívül – megrekedt. A cenzúra szorításából úgy próbált menekülni, hogy szabadabb légkörben Jugoszláviában vagy koprodukciós társakkal forgatott filmeket.

## Filmforgatókönyvei
- Don Pasquale (1940)
- Megszállottság (1943)
- Mégis felkel a nap (Il sole sorge ancora) (1946)
- Utolsó szerelem (Ultimo amore) (1947)
- Tragikus hajsza (1947) (filmrendező is)
- Keserű rizs (1949) (filmrendező is)
- Nincs béke az olajfák alatt (1950) (filmrendező is)
- Róma, 11 óra (Roma, ore 11) (1952) (filmrendező is)
- Egy szép lány férjet keres (1953) (filmrendező is)
- A szerelem napjai (1954) (filmrendező is)
- Emberek és farkasok (1957) (filmrendező is)
- Az egy évig tartó út (1958) (filmrendező is)
- La garçonnière (1960) (filmrendező is)
- Keletre meneteltek (1964) (filmrendező is)

## Díjai
- Velencei Nemzetközi Filmfesztivál legjobb olasz filmje (1947) Tragikus hajsza
- Ezüst Szalag díj (1948) Tragikus hajsza
- Ezüst Kagyló-díj (1955) A szerelem napjai
- Velencei Nemzetközi Filmfesztivál Pietro Bianchi-díj (1988)
- Arany Oroszlán díj - Életműdíj (1995)